# Brikolaż

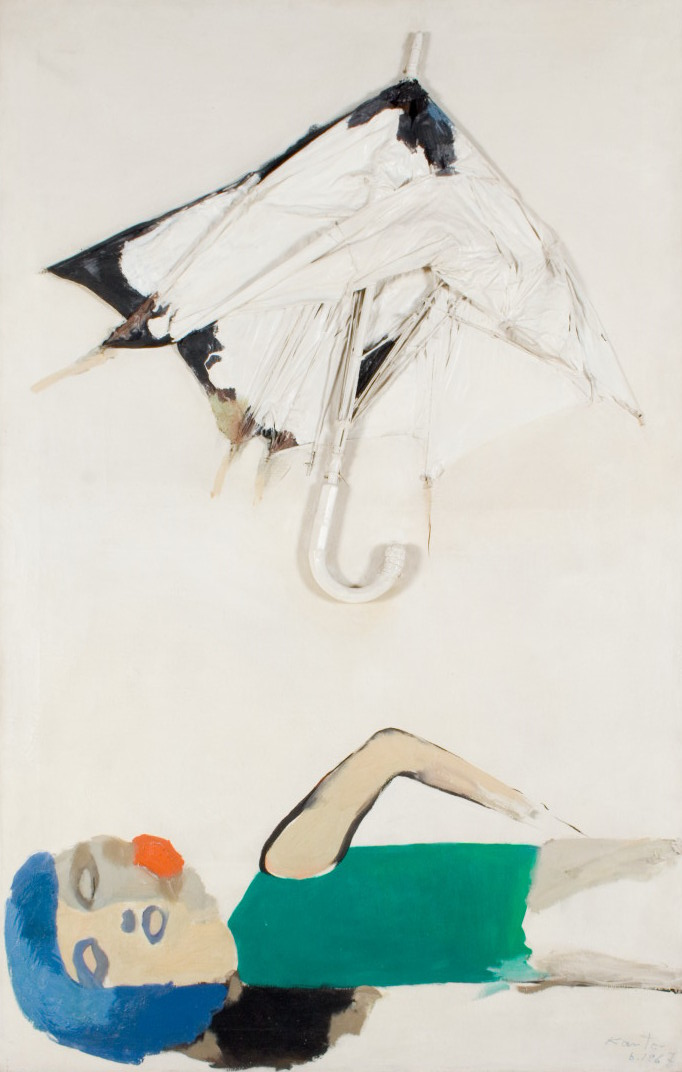
Tadeusz Kantor, Parasol i kobieta, (doklejony prawdziwy parasol)

Brikolaż (fr. bricolage) – majsterkowanie i samodzielne, nieprofesjonalne naprawy różnego rodzaju przedmiotów użytkowych, łączenie niepowiązanych ze sobą elementów. Obecnie występuje jako termin specjalny w wielu różnych dziedzinach wiedzy. Do terminologii naukowej pojęcie brikolażu wprowadził francuski antropolog Claude Lévi-Strauss, który posłużył się nim w swojej strukturalistycznej analizie powstawania mitu, przedstawiając powstawanie mitów właśnie jako formę brikolażu. Wprowadzone przez Lévi-Straussa pojęcie przejęło następnie wielu innych uczonych i myślicieli reprezentujących różne dziedziny wiedzy, w tym np. filozofowie Jacques Derrida, Félix Guattari i Gilles Deleuze, literaturoznawcy Gérard Genette i Cary Nelson, badaczka kultury masowej Deena Weinstein.

## Brikolaż u Lévi-Straussa
Lévi-Strauss prezentuje pojęcie brikolażu (bricolage, a także rzeczownik bricoleur i czasownik bricoler) przede wszystkim w pracy Myśl nieoswojona.

Przetrwała zresztą wśród nas pewna forma aktywności, pozwalająca dość dobrze uchwycić na gruncie techniki, czym – na gruncie teoretycznym – może być wiedza, którą chętniej nazwalibyśmy „pierwotną” niż prymitywną. Jest to forma aktywności pospolicie nazywana w języku francuskim bricolage. [...] I dzisiaj ktoś uprawiający bricolage to ten, kto używa własnych rąk posługując się środkami zastępczymi w porównaniu ze środkami zawodowców. Otóż cechą myślenia mitycznego jest wypowiadanie się przy pomocy pewnego niejednorodnego repertuaru i, choć rozległego, to mimo wszystko ograniczonego; musi ono jednak korzystać zeń, niezależnie od wyznaczonego sobie celu, gdyż nie rozporządza niczym innym. W ten sposób myślenie magiczne jawi się jako rodzaj intelektualnego bricolage, co wyjaśnia obserwowane między nimi zależności. [...] Bricoleur potrafi wykonać najróżniejsze zadania, jednakże, w odróżnieniu od inżyniera, nie jest uzależniony od surowców i narzędzi obmyślanych i zdobywanych na miarę danego projektu. Świat narzędzi bricoleura jest zamknięty, a regułą gry jest zawsze posługiwanie się środkami będącymi pod ręką.

Mitotwórczy charakter bricolage’u przedstawiany przez Lévi-Straussa czyni go czymś pośrednim między nauką a sztuką. W myśleniu mitycznym przynależące do różnych kontekstów praktycznych i kulturowych, heterogeniczne elementy łączone są ze sobą i wykorzystywane na nowo tak, że nadaje im się nowy, samodzielny sens. Bricoleur stara się przedstawić kompletny obraz rzeczywistości dysponując jedynie ograniczoną gamą środków intelektualnych – posługując się jedynie takimi środkami, którymi dysponuje na bieżąco (ponowne uporządkowanie treści kultury jest tu wprawdzie warunkowane przez ich oryginalne sensy, ale także odrzuca te sensy, zastępuje je nowymi). Tekst Lévi-Straussa zaczyna się od omówienia komentarzy innych autorów. Szukali oni wyraźnego kontrastu pomiędzy „pierwotnym” bricolage a postawą „cywilizowanego” naukowca i inżyniera, którzy używają jedynie środków intelektualnych uznawanych za adekwatne i którzy postulują niepoznawalność i niewykonalność pewnych rzeczy za pomocą środków bieżących. Według przytaczanych autorów, bricoleur koncentruje się na powierzchni zjawisk, podczas gdy nauka poszukuje ich wewnętrznej struktury. Taka różnica postaw miała kontrastować myśl cywilizowaną i myśl pierwotną. Według Lévi-Straussa nie ma tu jednak ostrej różnicy jakościowej, i nie powinno to prowadzić do uznania tych drugich kultur za „prymitywne” – bardziej stosowne jest określenie „wczesne”. Każda kultura w istocie stosuje swoje własne formy bricolage i myślenia analitycznego – takie, na jakie pozwalają jej aktualne potrzeby, środki i ogólna sytuacja. Należy to według Lévi-Straussa postrzegać raczej jako odmienne perspektywy. Bricolage wskazuje tak na ograniczenia myślenia mitycznego, jak i na jego kreatywność w traktowaniu zastanych treści kulturowych.

## Znaczenie terminu „brikolaż” w innych dziedzinach wiedzy
Od czasów Lévi-Straussa termin pojawia się w bardzo wielu różnych dziedzinach wiedzy, w tym w antropologii, językoznawstwie, kulturoznawstwie, naukach o sztuce, naukach społecznych, muzykologii, w badaniach nad kulturą masową. W odniesieniu do analiz kultury współczesnej nabiera odmiennego i bardziej ogólnego niż u Lévi-Straussa znaczenia, oznaczając najczęściej montaż nowych stylów i mód poprzez (swobodne) zestawianie elementów zastanego materiału kulturowego. Repetycja, wariacja i rekontekstualizacja zastanych elementów kulturowych prowadzi do powstawania nowych, indywidualnych, osobnych form stylowych i kulturowych. Prócz analiz kultury konsumpcyjnej i popularnej pojęcie brikolażu występuje często także w naukach o sztuce. Punktem wyjścia analiz, w których występuje, jest często sztuka surrealistyczna i dadaistyczna, w tym np. praca Marcela Duchampa Fontanna, w formie porcelanowego pisuaru. W odniesieniu do kubizmu, surrealizmu czy dadaizmu ma się na myśli użycie szerokiego spektrum nietradycyjnych materiałów, od lat 60., zwłaszcza w związku działalnością włoskiego ruchu artystycznego arte povera, termin wiąże się jednak także z kontestacją komercjalizacji świata sztuki, dokonywaną np. poprzez konstruowanie rzeźb ze śmieci. Praktyka taka służy dewaluacji dzieła sztuki i ewaluacji pozaartystycznej zwyczajności, codzienności.  
Termin „brikolaż” obecny jest zwłaszcza w analizach kultury konsumpcyjnej występujących w myśli postmodernistycznej. Kładzie się w nich nacisk na badanie zbitek pojęciowych i zestawień różnorodnych przekazów symbolicznych, których eksplorowanie postrzegane jest jako źródło kreatywności, indywidualizmu i niezależności od konsumpcjonizmu. Pojęcie spotyka się jednak z szeroką krytyką, w tym o charakterze teoretycznym – pomimo że stało się symbolem i kluczowym hasłem postmodernistycznego konsumpcjonizmu kulturowego, pozostaje ono w istocie pojęciem typowo strukturalistycznym. Pod wpływem idei poststrukturalistycznych wychodzi ono z mody; zastępuje je zbliżone znaczeniowo pojęcie assemblage.